# Хинтеррайн
Хинтеррайн (нем. Hinterrhein) — деревня и бывшая коммуна в Швейцарии, в кантоне Граубюнден.
До 2018 года имела статус отдельной коммуны. 1 января 2019 года была объединена с коммунами Нуфенен и Шплюген в новую коммуну Райнвальд.
Входит в состав региона Виамала (до 2015 года входила в округ Хинтеррайн).
Население коммуны составляет 63 человека (на 31 декабря 2013 года). Официальный код — 3691.
Коммуна располагается в долине одноимённой реки Хинтеррайн. Через Хинтеррайн проходит автодорога E43. Для большинства жителей родным языком является немецкий.